# Claro Que Si
Claro Que Si – drugi album szwajcarskiego zespołu Yello wydany w 1981 roku przez wytwórnię Vertigo. Reedytowany w roku 2005 wszedł w skład sześciopłytowego kompletu Remaster Series, na który składa się sześć pierwszych płyt zespołu (odświeżonych dźwiękowo).

## Lista utworów
1. Daily Disco (4:30)
2. No More Roger (3:15)
3. Take It All (1:48)
4. The Evening's So Young (4:53)
5. She's Got A Gun (3:40)
6. Ballet Mecanique (3:41)
7. Cuad El Habib (3:21)
8. The Lorry (3:32)
9. Homer Hossa (5:14)
10. Pinball Cha Cha (3:38)
dodatkowo na płycie reedytowanej znalazły się następujące utwory (bonusy):
11. Tub Dub
12. She's Got A Gun (Live at the Palladium NY Sep. 1985)
13. Daily Disco (1985 Version)
14. The Evening 's Young (1985 Version)
15. Pinball Cha Cha (12" Mix)
16. Desire For Desire

## Twórcy
- Beat Ash - perkusja
- Chico Hablas - gitara
- Boris Blank, Ursli Weber - producenci